# Glovo
Glovo je španjolska startup tvrtka osnovana u Barceloni 2015. godine. Glovo povezuje korisnike, poduzeća i dostavljaće te omogućuje kupovinu, primanje i slanje bilo kojeg proizvoda unutar grada i to unutar nekoliko minuta. Velik je raspon proizvoda koje možete naručiti, od hrane i namirnica pa do farmaceutskih proizvoda i dr.
Gradovi u kojima je Glovo dostupan u Hrvatskoj su Bjelovar, Čakovec, Dubrovnik, Dugo Selo, Karlovac, Kaštela, Koprivnica, Makarska, Osijek, Poreč, Pula, Rijeka, Rovinj, Sisak, Slavonski Brod, Split, Šibenik, Varaždin, Velika Gorica, Vinkovci, Vukovar, Zadar, Zagreb i            Zaprešić.[nedostaje izvor]

## Povijest
Glovo su početkom 2015. pokrenuli Oscar Pierre i Sacha Michaud. Oscar se, nakon studija u Georgia Techu, vratio u rodni grad Barcelonu kako bi pokrenuo vlastitu tvrtku, gdje je upoznao Sachu, sezonskog tehnološkog poduzetnika. Od tada se Glovo predstavio u više od 400 gradova širom svijeta. Danas je to najveća platforma na zahtjev utemeljena izvan kopna Europe koja je isporučila preko 100 milijuna narudžbi.
U svibnju 2021. godine Glovo kupuje Pauzu.hr, konkurentsku platformu za naručivanje hrane i namirnica koja je do tad bila u vlasništvu tvrtke Delivery Hero. Akvicizija se odnosi na dostavne tvrtke Foodpanda u Rumunjskoj i Bugarskoj, Donesi u Srbiji, Crnoj Gori i BiH te Pauza u Hrvatskoj.

## Lokacije
Glovo je prisutan u 24 države diljem svijeta:
- Afrika - Maroko, Kenija, Obala Bjelokosti
- Azija - Kazahstan
- Srednja Amerika - Kostarika, Gvatemala, Panama, Honduras
- Europa - Bosna i Hercegovina, Crna Gora, Hrvatska, Francuska, Italija, Poljska, Portugal, Rumunjska, Srbija, Španjolska, Ukrajina, Gruzija, Moldavija i Bjelorusija
- Južna Amerika - Argentina, Ekvador, Peru, Kolumbija
- Karibi - Dominikanska Republika

## Vanjske poveznice
- Službena web stranica